# إدي وات
إدي وات (بالإنجليزية: Eddie Watt)‏ هو لاعب كرة قاعدة أمريكي، ولد في 4 أبريل 1941 في لاموني في الولايات المتحدة.

## وصلات خارجية
- إدي وات على موقع دوري كرة القاعدة الرئيسي (الإنجليزية)
- إدي وات على موقعبيزبول رفرنس.كوم (الدوري الرئيسي) (الإنجليزية)
- إدي وات على موقعبيزبول رفرنس.كوم (الدوري الثانوي) (الإنجليزية)
- إدي وات على موقع جمعية أبحاث البيسبول الأمريكية (الإنجليزية)